# Donald B. Ayer
Donald B. Ayer (* 30. April 1949 in San Mateo, Kalifornien) ist ein US-amerikanischer Jurist, der auch stellvertretender United States Attorney General war.

## Leben
Nach dem Schulbesuch studierte Ayer zuerst Geschichte an der Stanford University und erwarb dort 1971 einen Bachelor of Arts (B.A. History). Ein anschließendes postgraduales Studium im Fach Geschichte der Vereinigten Staaten an der Harvard University schloss er 1973 mit einem Master of Arts (M.A. American History) ab. Ein weiteres Studium der Rechtswissenschaften an der Harvard Law School beendete er 1975 mit einem Juris Doctor (J.D.).
Nach seiner anwaltlichen Zulassung im Bundesstaat Kalifornien war er zunächst von 1975 bis 1976 Protokollführer von Malcolm Richard Wilkey einem Richter am US Court of Appeals für den District of Columbia, sowie anschließend zwischen 1976 und 1977 von William H. Rehnquist, der zu der Zeit Richter am Obersten Gerichtshof der Vereinigten Staaten war.
Danach wurde Ayer 1977 stellvertretender Bundesstaatsanwalt für den nördlichen Bezirk von Kalifornien, ehe er 1980 Rechtsanwalt bei Gibson, Dunn & Crutcher wurde, einer Kanzlei mit Sitz in Los Angeles und heute 800 Anwälten. Zwischenzeitlich erhielt er 1978 auch eine Anwaltszulassung für den District of Columbia und war im Anschluss zwischen 1981 und 1986 Bundesstaatsanwalt für den Ost-Bezirk Kaliforniens. 1986 wechselte er ins US-Justizministerium, wo er erster stellvertretender US Solicitor General wurde. Im Anschluss war er als US Deputy Attorney General von 1989 bis 1990 stellvertretender Justizminister der USA.
Seit seinem Ausscheiden aus dem Regierungsdienst ist er Partner von Jones Day, einer Großkanzlei mit 2200 Anwälten und Sitz in Washington (D.C.), wobei Ayer der Anwalt der Kanzlei mit der größten Erfahrung vor dem US Supreme Court ist. Darüber hinaus engagiert sich Ayer, der auch Präsident der American Academy of Appellate Lawyers war, in mehreren juristischen Vereinigungen wie American Bar Foundation, American Law Institute sowie Supreme Court Historical Society und ist auch Mitglied der akademischen Gesellschaft Phi Beta Kappa.
Außerdem ist er außerplanmäßiger Professor (Adjunct Professor) an der Georgetown University.